# Anupama Rao
Anupama Rao, née en 1969, est une universitaire et historienne contemporaine.
Elle est l'auteure d'ouvrages sur les études de genre, l'Histoire des femmes, du colonialisme et l'anti-colonialisme de l'Asie du Sud. Elle est professeur-assistante agrégée d'histoire de l'Asie et enseigne au Barnard Collège Women's studies à l'université Columbia
Anupama Rao est aussi « spécialiste de l'anthropologie historique de la Caste ».

## Publications
- The Caste Question: Dalits and the Politics of Modern India, University of California Press, 2009.
- Gender & caste, Kali for Women, 2006.
- Violence, vulnerability and embodiment: gender and history Gender and History Special Issues, vol.16, numéro 3 de Gender & history, edited by Shani D'Cruze and Anupama Rao, Wiley-Blackwell, 2005.

## Sources
1. ↑  Cf. les pages de présentation sur le site de l'université Columbia, (deuxième page de présentation)